# Tasanapol Inthraphuvasak
Tasanapol Inthraphuvasak (em tailandês: ทัศนพล อินทรภูวศักดิ์, Thatsanaphon Inthonphuwasak; Londres, 14 de novembro de 2005) é um automobilista tailandês que atualmente compete no Campeonato de Fórmula 3 da FIA pela equipe Campos Racing. Ele é filho do piloto de corrida de GT Vutthikorn Inthraphuvasak.

## Careira

### Fórmula Regional
No final de 2022, em preparação para uma campanha completa na Fórmula Regional no ano seguinte, Inthraphuvasak se juntou a Graff para participar de duas rodadas da categoria de monoposto da Ultimate Cup Series. O tailandês estrelou na estreia, conquistando a pole position para sua primeira corrida em Hockenheimring. Ele venceu cinco das seis corridas do campeonato, em um campo que incluía o vencedor de corrida de Fórmula E e ex-piloto de testes de Fórmula 1 Nico Prost.
Inthraphuvasak foi revelado como um dos pilotos da Pinnacle VAR no Campeonato de Fórmula Regional do Oriente Médio de 2023. Ele terminou no pódio uma vez ao longo da temporada, terminando em terceiro lugar na terceira corrida da primeira rodada no autódromo de Dubai. Com outros três pontos durante a temporada, ele ficou em 19º na classificação geral com 19 pontos e em oitavo na classificação de novatos.
Em 2024, foi anunciado que ele retornaria ao Campeonato de Fórmula Regional do Oriente Médio para a temporada de 2024, pilotando para a equipe PHM AIX Racing.

### Fórmula 3
Inthraphuvasak foi promovido ao Campeonato de Fórmula 3 da FIA em 2024, juntando-se a equipe AIX Racing, ele conquistou um pódio na corrida curta de Hungaroring, terminando logo atrás de seu companheiro de equipe e vencedor, Nikita Bedrin, obtendo assim a primeira "dobradinha" da AIX Racing na Fórmula 3.
Inthraphuvasak mudou-se para a equipe Campos Racing para o campeonato de 2025, sua segunda temporada na Fórmula 3.